# Atelàbids
Els atelàbids (Attelabidae) són una família de coleòpters polífags de la superfamília dels curculionoïdeus. S'han descrit 150 gèneres i unes 2500 espècies.
Estan inclosos entre els curculionoïdeus primitius a causa de les seves antenes no flexionades, que estan inserides a prop de la base del rostre. El protòrax és molt més estret que la base dels èlitres. Alguns membres d'aquesta família tenen llargs colls, i alguns d'ells són coneguts com a "morruts girafa".

## Història natural
Unes poques espècies són plagues agrícoles. Les larves de Rhynchitinae s'alimenten en brots florals o fruits, gemmes terminals, o són minadors de fulles. Els Attelabinae es coneixen com a "morruts enrotlladors de fulles", ja que la femella fa incisions a les fulles per a dipositar els ous, i les enrotlla per protegir-los a ells i a les seves larves quan eclosionin.

## Llista de gèneres seleccionats i algunes espècies
- Apoderus Olivier, 1807

Apoderus longicollis
Apoderus coryli
- Attelabus Linnaeus, 1758

Attelabus nitens (Scopoli 1763)
Attelabus sulcifrons (Argod 1895)
Attelabus suturalis Jekel 1860
Attelabus variolosus (Fabricius 1801)
- Auletobius
- Byctiscus

Byctiscus betulae
Byctiscus populi
- Caenorhinus

Caenorhinus germanicus
- Deporaus

Deporaus betulae
- Euops
- Himatolabus Jekel, 1860

Himatolabus axillaris (Gyllenhal, 1839)
Himatolabus pubescens (Say, 1826)
- Homoeolabus Jekel, 1860

Homoeolabus analis (Iliger)
- Tatianaerhynchites

Tatianaerhynchites aequatus
- Trachelophorus
- Xestolabus Jekel, 1860

Xestolabus conicollis (Sharp)
Xestolabus constrictipennis (Chittenden, 1926)
Xestolabus corvinus (Gyllenhal)
Xestolabus laesicollis (Gyllenhal)